# Fulgoraecia atra
Fulgoraecia atra är en fjärilsart som beskrevs av Arnold Pagenstecher 1900. Fulgoraecia atra ingår i släktet Fulgoraecia och familjen Epipyropidae. Inga underarter finns listade i Catalogue of Life.